# Wolfgang Bauer (Geodät)

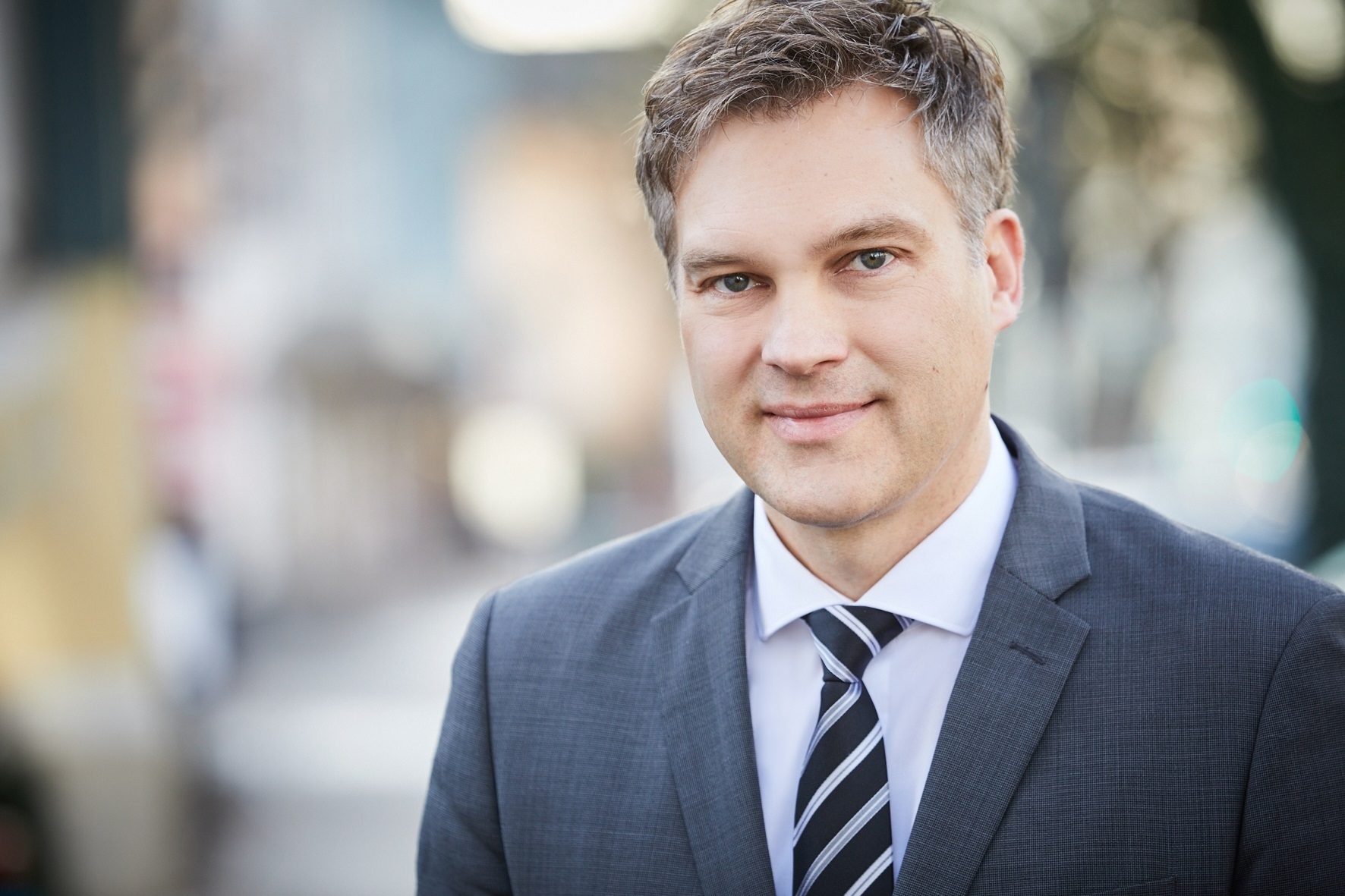
Wolfgang Bauer (2017)

Wolfgang Bauer (* 14. Februar 1970 in Passau) ist ein deutscher Geodät. Seit dem 1. Januar 2023 leitet er die Abteilung VII am  Bayerischen Staatsministerium der Finanzen.

## Leben
Bauer studierte an der TU München Geodäsie und arbeitete danach für den Freistaat Bayern in der IT-Entwicklung der Bayerischen Vermessungsverwaltung. Im Anschluss daran arbeitete er als Referent im Bayerischen Staatsministerium der Finanzen im IT-Referat der Vermessungsverwaltung. Nach seiner nächsten Tätigkeit als stellvertretender Leiter im eGovernment-Referat der Bayerischen Staatskanzlei absolvierte er den „Lehrgang für Verwaltungsführung“. Danach leitete er die IT-Abteilung in der Dienststelle München des Landesamts für Finanzen mit dem Schwerpunkt SAP-Entwicklung und wechselte 2008 wieder in das Finanzministerium und leitete dort das IT-Grundsatzreferat.
Ab dem 1. August 2009 leitete er in der Stabsstelle des IT-Beauftragten der Bayerischen Staatsregierung das Referat IT1, ab dem 1. Januar 2014 das Referat 77 in der Digitalisierungsabteilung des Finanzministeriums. Hier kümmerte er sich um die Themenbereiche IT-Strategie, Bay. Kommunikationsnetze (BayKOM), IT-Sicherheit und Steuerung der Rechenzentren. Ab dem 1. März 2014 nahm er neben der Referatsleitung auch die Funktion des stellvertretenden Abteilungsleiters für die IT-Belange der Abteilung wahr. Von 1. April 2017 bis 31. Dezember 2022 war er Präsident am Landesamt für Digitalisierung, Breitband und Vermessung. Seit dem 1. Januar 2023 ist er als Abteilungsleiter im Bayerischen Staatsministerium der Finanzen und für Heimat für die Bereiche Digitalisierung, Breitband und Vermessung zuständig.